# Lisiny (województwo wielkopolskie)
Lisiny – wieś w Polsce, w województwie wielkopolskim, w powiecie kępińskim, w gminie Baranów.
Do 31 grudnia 2023 miejscowość była częścią wsi Baranów.